# Општина Костањевица на Крки
Општина Костањевица на Крки (словен. Kostanjevica na Krki) је једна од општина Посавске регије у држави Словенији. Седиште општине је истоимени градић Костањевица на Крки.

## Природне одлике
Рељеф: Општина Костањевица на Крки налази се у југоисточном делу Словеније. Северни део општине је равница, коју образује река Крка пре ушћа. На југу општине налази се планина Горјанци.
Клима: У општини влада умерено континентална клима.
Воде: Најважнији водоток у општини је река Крка, која је чини и њену северну границу. Сви остали водотоци су мањи и притоке Крке.

## Становништво
Општина Костањевица на Крки је ретко насељена.

## Насеља општине
| - Авгуштине - Велике Воденице - Врбје - Вртача - Глобочице при Костањевици - Горња Прекопа - Грич - Добе | - Добрава при Костањевици - Долња Прекопа - Долшце - Заборшт - Ивањше - Јабланце - Карлче - Кочарија | - Копривник - Костањевица на Крки - Мале Воденице - Маленце - Ореховец - Оштрц - Подстрм | - Ржишче - Сајевце - Слиновце - Чрешњевец при Оштрцу - Чрнеча вас |  |